# Meioneta grayi
Meioneta grayi är en spindelart som beskrevs av Barnes 1953. Meioneta grayi ingår i släktet Meioneta och familjen täckvävarspindlar. Inga underarter finns listade i Catalogue of Life.